# Barrow upon Humber
Pour les articles homonymes, voir Barrow.
Barrow upon Humber est un village et une paroisse civile du Lincolnshire, en Angleterre, situé à proximité de l'embouchure de l'Humber. Au moment du recensement de 2001, sa population était de 2 745 habitants. 
Au VIIe siècle, le roi Wulfhere de Mercie y céda des terres à l'évêque Chad pour la construction d'un monastère.

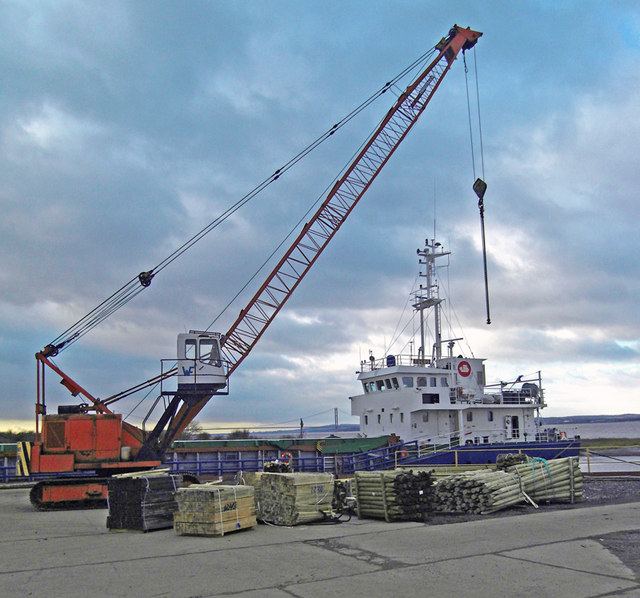
Le quai à bois à Barrow Haven

Le port de Barrow upon Humber sert à l'importation et exportation de diverses cargaisons en vrac et palettisés, d'acier, de briques, de tuiles et de produits finis, et notammen à l’importation du bois en provenance des pays baltes.